# Фінансова піраміда

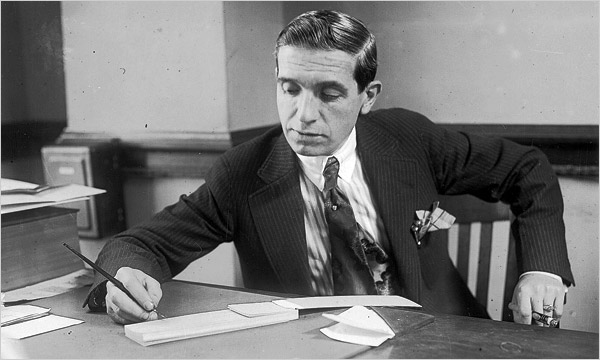
Чарльз Понці, аферист, на честь якого названо цей вид оборудок.

Фіна́нсова пірамі́да (або схема Понці) — вид шахрайства, який заманює інвесторів, виплачуючи дивіденди старим інвесторам за рахунок нових.
Такі схеми характеризуються ієрархічністю, яка полягає в тому, що члени структури входять у групи, керівники яких отримують прибутки від членів своєї групи. Найвищий керівник отримує прибутки від внесків усіх учасників.
Як правило, організатори фінансової піраміди обіцяють високі прибутки, які неможливо підтримувати тривалий час, а погашення зобов'язань піраміди перед усіма учасниками є практично неможливим. Якщо реальна прибутковість проєкту виявляється нижчою від обіцяних інвесторам прибутків або взагалі відсутня, то частина коштів нових інвесторів спрямовується на сплату прибутку. Закономірним наслідком цього є банкрутство проєкту і збитки останніх інвесторів. Практика показує, що після краху піраміди вдається повернути близько 10−15 % від зібраної на той момент суми. Адже зібрані кошти не спрямовуються на купівлю ліквідних активів, а відразу використовуються для виплат попереднім учасникам, реклами і доходу організаторів. Що довше функціонує піраміда, то менший відсоток можливого повернення при її ліквідації.
Принциповою відмінністю фінансової піраміди від реального бізнесу-проєкту є джерело виплати прибутку. Якщо сума виплат прибутку стабільно перевищує розмір доданої вартості, яку забезпечує даний бізнес, то даний проєкт є пірамідою.
У листопаді 2013 року Верховною Радою було прийнято за основу Проєкт Закону «Про заборону фінансових пірамід в Україні», що окремою статтею криміналізував би створення фінансових пірамід, пропонування участі у них або отримання активів з їх допомогою. Однак у 2017 році його було повернуто на доопрацювання ініціатору.
У травні 2020, після припинення виплат B2B Jewelry, до Верховної Ради було внесено новий законопроєкт № 3479 «Про заборону фінансових пірамід в Україні».

## Сучасність
На території України зараз особливо популярні діючі проєкти «B2B Jewelry», «Меркурій» та «МММ Глобал».
Як і в більшості собі подібних, фонд «Меркурій» обіцяє за рік збільшити суму вкладу в понад два рази і на даний час існує чимало інвесторів, які справді отримують зазначені відсотки. На запитання — звідки ж беруться такі суми для вкладників, одразу ж з'являється легенда про звичайного чоловіка, який став своєрідним банком для людей — вкладає кошти інвесторів у нерухомість десь на території Греції і відповідно сам платить відсотки своїм вкладникам. При цьому, на офіційному сайті даного фонду жодного слова про міфічні інвестиції у грецьку нерухомість не йдеться, натомість в Положенні, згідно якого працює фонд, вказується що виплати за відсотками здійснюються за рахунок інших учасників і кожен, хто здійснює інвестування, погоджується з тим, що у разі відсутності коштів, виплати взагалі припиняються на невизначений термін.
Як показує практика, мало хто з українців звертають увагу на дані пункти Положення, більшість взагалі його не читають, і як свідчить їхній зміст — дарма. Адже, за словами представника Українського аналітичного центру Олександра Охріменка, передбачити, коли розвалиться фінансова піраміда — неможливо.
«МММ Глобал» — це ще один фінансовий проєкт, який стрімко набирає популярність в Україні — про це свідчить соціальна активність профілів клубу. Суть діяльності полягає у пропозиції інвестувати в біткойни — надпопулярну в цілому світі криптовалюту. І знову ж таки, ніхто не дає ніяких гарантів захисту грошей вкладників, тобто коли «бульбашка» лопне — всі інвестиції одразу ж перейдуть до засновників.
Щодо українського законодавства, то офіційно воно забороняє діяльність будь-яких організацій джерелом виплати прибутку яких є кошти інших вкладників, але на даний час закони дуже застарілі і засновники таких пірамід вже давно знайшли шляхи в обхід законодавства. Саме тому зараз, в кризовий для українців період, вкладники в подібні проєкти є зовсім незахищені.
- Компанія МММ.
- NewPRO.
- Роберт Флетчер
- SWB Україна[7]
- Фонд Меркурій Артура Бивалова та Дмитро Васадін діяльність в Україні припинено у 2015, у Росії у 2016 році.[8][9][10][11][12].
- Mercury Global та її «міжнародні доньки» BokObok CRT-SYSTEMS 2015—2018 років, засновники Дмитро Васадін та «кандидат у президенти України 2019 року» Артур Залюбовський[13][14][15][16][17][18][19].
- B2B Jewelry припинила виплати у березні 2020 року, за попередніми даними, у зв'язку з впровадженням карантинного режиму на території України.

Повернути кошти надзвичайно важко, але є випадки судових рішень на користь постраджалих.
- Lakshmi Flow — криптовалютна піраміда від творців «Фонда Меркурій», куратором якої є Ірина Левченко.[22]
- Український народний банк — «інвестиційний проєкт» неіснуючого банку, засновники якого, «колишні» «меркуріанці», планують зібрати 1 мільярд «народних» гривень.[23][24][25]